# 俾路支龍屬
俾路支龍屬（學名：Balochisaurus）意為「俾路支人蜥蜴」，是蜥腳下目泰坦巨龍類的一屬，生存於白堊紀晚期馬斯垂克階的巴基斯坦。模式種是B. malkani，是在2006年由M.S. Malkani命名。俾路支龍與其他恐龍的化石，是由巴基斯坦地質勘探中心的古生物學家團隊，在Vitariki附近發現。俾路支龍的模式標本包含七結尾椎，發現於Pab組的Vitariki段。另有脊椎與部份頭骨被歸類於俾路支龍。研究人員建立俾路支龍科以包含俾路支龍，但俾路支龍科的有效性仍有待古生物學界接納。

## 外部連結
- Dinosaur Mailing List（页面存档备份，存于） post on Balochisaurus and other new taxa from Pakistan.
- Balochisaurus （页面存档备份，存于） on DinoData.org